# Оголённый провод
«Оголённый провод» (англ. The Living End) — кинофильм Грегга Араки о нескольких днях жизни вне закона двух ВИЧ-положительных геев, находящихся «в бегах».

## Сюжет
Парень получает анализ с положительной реакцией на СПИД. Он отправляется в путешествие на машине в никуда, по ходу записывая свои наблюдения на диктофон. Подсаживает в машину попутчика. Тот оказывается тоже инфицированным. Между ними возникает привязанность и любовь. Любовник главного героя оказывается невыдержанным, взрывным, совершает ограбления, убийства. Они путешествуют дальше вдвоём.

## В ролях
- Майк Дитри — Люк, бродяга
- Крэйг Гилмор — Джон, кинокритик
- Марк Финч — врач
- Джоанна Уэнт — Ферн
- Дарси Марта — Дарси
- Скот Гетц — Питер
- Бреттон Вэйл — Кен

## Саундтрек
В фильме звучит музыка нескольких направлений, в том числе индастриал, постпанк и шугейзинг и упоминаются музыкальные группы или исполнители: Йен Кёртис из Joy Division, Dead Can Dance, Echo & the Bunnymen. На приборной панели автомобиля Джона можно видеть стикер группы Nine Inch Nails. Название фильма происходит от песни группы The Jesus and Mary Chain.

## Призы и номинации
Фильм был номинирован в 1992 году на приз Большого жюри Киновестиваля Sundance.

## Факты
- Буквальный перевод названия фильма «Жизнь на краю».[источник не указан 1228 дней] Сергей Кудрявцев на странице журнала «Искусство кино» предложил следующие переводы названия картины: «Смерть, полная жизни» или «Живая смерть».[2]
- Критики отмечали схожесть сюжета фильма с работой Алекса Кокса «Сид и Нэнси».[1]
- Фильм завершается титрами со словами режиссёра: «Посвящается Крейгу Ли (1954—1991), а также сотням тысяч умерших и миллионам, которые ещё умрут из-за того, что в большом Белом доме сидят е**нные республиканцы».[2]